# Michael z Bubna-Litic
Michael z Bubna-Litic, též Michael Bubna z Litic nebo Michael hrabě z Bubna-Litic (22. dubna 1864 Doudleby nad Orlicí – 17. února 1949 Doudleby nad Orlicí), byl český šlechtic.

## Biografie
Michael z Bubna-Litic byl český šlechtic pocházející ze starého šlechtického rodu Bubna-Litic. Po úmrtí jeho otce Otakara spravovala majetek jako poručnice matka Emilie, a to až do konce roku 1886, kdy Michael dosáhl plnoletosti. Mezitím v roce 1882 složil maturitní zkoušku na gymnáziu v Rychnově nad Kněžnou a na podzim téhož roku se stal posluchačem právnické fakulty pražské Karlo-Ferdinandovy university. V roce 1885 svá studia ukončil a stal se ročním dobrovolníkem 13. dragounského pluku prince Evžena Savojského. V roce 1887 složil důstojnickou zkoušku u 7. dragounského pluku prince Viléma Pruského a byl povýšen do hodnosti poručíka jezdectva v záloze. V téže době dosáhl zletilosti a stal se plnoprávným držitelem majorátu Doudleby-Horní Jelení. Roku 1889 byl převelen k 8. dragounskému pluku a roku 1906 byl převelen do zálohy.